# Encephalartos schmitzii
Encephalartos schmitzii es una especie de Cycadopsida del género Encephalartos, de la familia Zamiaceae, del orden Cycadales.

## Distribución
Encephalartos schmitzii se distribuye por República Democrática del Congo (Katanga) y Zambia (Luapula, Northern).

## Taxonomía
Fue descrita científicamente por Malaisse. Fue publicado por primera vez en Malaisse. In: Bull. Jard. Bot. Natl. Belg. 39(4): 401-406. (1969).